# 波列斯瓦夫四世 (華沙)
波列斯瓦夫四世（波蘭語：Bolesław IV warszawski，1421年—1454年9月10日），華沙公爵，波列斯瓦夫·雅努索維采之子，1429年至1454年在位。

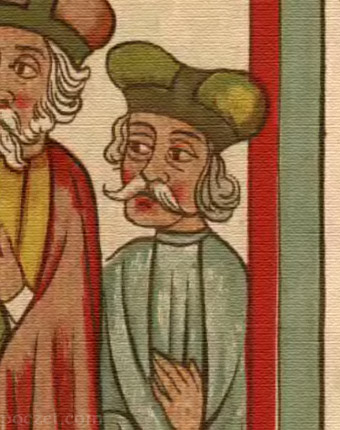

## 家庭
1442年左右，波列斯瓦夫與芭芭拉·亞歷山德洛娃結婚，兩人共有4子1女：
1. 康拉德三世（1447/48年—1503年）
2. 卡齊米日（英语：Casimir III of Płock）（1448/49年—1480年）
3. 安娜（約1452年—1480年），切申公爵普熱梅斯瓦夫二世夫人
4. 波列斯瓦夫（英语：Bolesław V of Warsaw）（約1453年—1488年）
5. 雅努斯二世（約1455年—1495年）